# STS-55
STS-55 var Columbias 14. rumfærge-mission.
Opsendt 26. april 1993 og vendte tilbage den 6. maj 1993.

## Besætning
- Steven Nagel (kaptajn)
- Terence Henricks (pilot)
- Jerry Ross (1. missionsspecialist)
- Charles Precourt (2. missionsspecialist)
- Bernard Harris (3. missionsspecialist)
- Ulrich Walter (1. nyttelastspecialist)
- Hans Schlegel (2. nyttelastspecialist)

## Missionen
- Rumfærge på rampen
- Udsigt fra rumfærgen

Hovedartikler: